# Baegunbong
Baegunbong (koreanska: 백운봉) är en bergstopp i Sydkorea.   Den ligger i provinsen Gyeonggi, i den norra delen av landet, 50 km öster om huvudstaden Seoul. Toppen på Baegunbong är 941 meter över havet, eller 203 meter över den omgivande terrängen. Bredden vid basen är 0,86 km. Baegunbong ingår i Jangnaksanmaek.
Terrängen runt Baegunbong är huvudsakligen kuperad. Runt Baegunbong är det ganska tätbefolkat, med 100 invånare per kvadratkilometer. Närmaste större samhälle är Yangp'yŏng, 5,8 km sydväst om Baegunbong. Trakten runt Baegunbong består till största delen av jordbruksmark.